# Rivière Moisie
Der Rivière Moisie ist ein 400 km langer Zufluss des Sankt-Lorenz-Golfs im Osten der kanadischen Provinz Québec.

## Geographie
Der Rivière Moisie hat sein Quellgebiet nahe der Grenze zu Neufundland und Labrador. Er hat seinen Ursprung im Lac Ménistouc. Er durchfließt nach wenigen Kilometern den Lac Opocopa. Im Anschluss fließt der Rivière Moisie in südlicher Richtung durch ein tiefes Tal, welches von Gletschern geformt wurde. Die Breite des Tals variiert stark. Bei Flusskilometer 149 befindet sich der Wasserfall Chute Katchapahun (⊙). Der Rivière Moisie erreicht schließlich die Nordküste des Sankt-Lorenz-Golfs östlich von Sept-Îles. Der Ort Moisie liegt an seiner Mündung. Der Fluss entwässert ein Gebiet von 19.200 km².
Zu den Zuflüssen des Rivière Moisie zählen:
- Rivière Le Gentilhomme
- Rivière aux Pékans
- Rivière Carheil (via Pékans)
- Rivière Nipissis
- Rivière Caopacho
- Rivière Ouapetec
- Rivière Joseph

## Hydrometrie
Bei Flusskilometer 34, 5,1 km oberhalb der Brücke der Quebec North Shore and Labrador Railway, befindet sich der Abflusspegel 02UC002 (⊙). Der gemessene mittlere Abfluss (MQ) an dieser Stelle beträgt 409 m³/s. Das zugehörige Einzugsgebiet beträgt 19.000 km².
Im folgenden Schaubild werden die mittleren monatlichen Abflüsse des Rivière Moisie am Pegel 02UC002 für den Messzeitraum 1965–2021 in m³/s dargestellt.

## Geschichte
Mit Unterstützung einheimischer Führer erforschte und kartierte der Geologe Henry Youle Hind (1823–1903) um 1860 im Auftrag der Regierung den Flusslauf und die Seitentäler bis in das Quellgebiet. Sein zweibändiger Reise- und Forschungsbericht erschien 1863.
Der Name des Flusses hat wahrscheinlich seinen Ursprung aus dem altfranzösischen Wort moïse oder moyse, was so viel wie „sumpfige Ufer“ bedeutet.
Die Mishta-shipiunnu („Innu vom Moisie River“) nennen den Fluss Mishta-shipu („Großer Fluss“, abgel. von mishau - „groß“ und shipu - „Fluss“). Sie nutzen den Fluss traditionell, um ihre nördlichen Jagd- und Fischgründe zu erreichen. Größere Flussabschnitte sind durch private Angelvereine geschützt. Es gab in neuerer Zeit Initiativen, Wasserbauprojekte am Rivière Moisie zu realisieren. Jedoch beschloss die Regierung von Québec, einen Großteil des Einzugsgebiets des Flusses als ein aquatisches Schutzgebiet zu erklären. Dies verhindert Holzwirtschaft, Bergbau und Wasserkraftwerksprojekte, erlaubt aber die Jagd sowie Fliegenfischen.
Der Fluss ist das wichtigste Laichgebiet für den Atlantischen Lachs im östlichen Nordamerika.